# クバーナ航空9646便墜落事故
クバーナ航空9646便墜落事故（クバーナこうくう9646びんついらくじこ）は、1989年9月3日にクバーナ航空9646便がホセ・マルティ国際空港を離陸直後に悪天候により墜落した航空事故である。事故機に乗っていた126人全員と地上にいた24人が死亡した。

## 事故の経過
クバーナ航空9646便（機体:チャーターしたIl-62M、機体記号:CU-T1281）はクバーナ航空が運航するハバナ–ミラノ–ケルン間を飛行する不定期国際旅客便であった。事故機は豪雨が降り風速約30 – 50マイル毎時 (48–80km/h) の風が吹く中で離陸した。乗員は速度を上げようと補助翼を30°から15°へ設定したが、この動作は事故機が高度を上げる可能性を減少させた。離陸から1分後、事故機が高度約53m（174フィート）まで上昇したとき下降気流が直撃し機体が滑走路の終端に激突、その後航法設備や小高い丘に接触しながら住宅街へ墜落した。この事故で乗っていた乗客115人（大半がイタリア人行楽客）と乗員11人の合計126人全員が死亡した。また、地上にいた24人も死亡した。

## 原因
調査により、9646便の墜落原因はパイロットが気象条件が急激に悪化した後に飛行しようと決断したことであるとした。パイロットは悪天候における航空機の性能を過信すると同時に、離陸時の危険を過小評価していた。

## 事故後
2013年現在、この事故はキューバ史上最悪の航空事故であり、1977年に発生したアエロフロート航空331便墜落事故を上回る犠牲者を出した。